# Pematang Mayan
Pematang Mayan is een bestuurslaag in het regentschap Tanjung Jabung Timur van de provincie Jambi, Indonesië. Pematang Mayan telt 1128 inwoners (volkstelling 2010).